# Heliomeris
Heliomeris es un género de plantas fanerógamas perteneciente a la familia de las asteráceas. Comprende 16 especies descritas y de estas, solo 5 aceptadas.

## Taxonomía
El género fue descrito por Thomas Nuttall y publicado en Proceedings of the Academy of Natural Sciences of Philadelphia 4(1): 19. 1848. La especie tipo es Heliomeris multiflora Nutt.

## Especies aceptadas
A continuación se brinda un listado de las especies del género Heliomeris aceptadas hasta julio de 2012, ordenadas alfabéticamente. Para cada una se indica el nombre binomial seguido del autor, abreviado según las convenciones y usos.
- Heliomeris hispidus (A.Gray) Cockerell
- Heliomeris longifolia (B.L.Rob. & Greenm.) Cockerell
- Heliomeris multiflora Nutt.
- Heliomeris obscura (S.F.Blake) Cockerell
- Heliomeris soliceps (Barneby) W.F.Yates